# ماساوكا شيكي
ماساوكا شيكي (14 أكتوبر 1867 - 19 سبتمبر 1902)، الاسم المستعار هو ماساوكا نوبورو . شاعر ياباني، مؤلف وناقد أدبي في فترة ميجي في اليابان. ويعتبر شيكي كشخصية رئيسية في تطور الشعر الهايكو الحديث. كما كتب على إصلاح شعر التانكا .
البعض يعتبر شيكي ليكون واحدا من أربعة سادة الهايكو الكبيرة، والبعض الآخر يجد ماتسو باشو، جيوسا بوسن وكوباياشي عيسى.

## روابط خارجية
- ماساوكا شيكي على موقع الموسوعة البريطانية (الإنجليزية)